# پوشه پرونده برانتون
پوشه پرونده برانتون شامل یک سری اسناد حاوی توهم توطئه‌های مختلف است. این اسناد از سال‌های میانی دهه ۹۰ میلادی بروی اینترنت قرار گرفته‌اند. نام این اسناد از نام ویراستار آن‌ها بروس آلن والتون برگرفته شده‌است. توهم توطئه بشقاب پرنده - علاوه بر موارد دیگری از نظریه‌های توطئه - به‌طور ویژه در این پرونده مورد استفاده قرار گرفته‌است.  ادعاهای بسیار عجیبی در این اسناد وجود دارند که به گونه‌ای ارائه شده اند که به نظر قطعی و مشخص می آیند، در حالی که شواهد بسیار ناچیزی از آن‌ها ارائه شده‌است. پوشه پرونده برانتون یک سری از افسانه‌های ساختگی هستند که سبک نوشتار آشفته‌ای دارند، که با در متن آن به حواشی و مسائل مختلفی پرداخته شده‌است. یکی از دلایل این امر می‌تواند این باشد که این پوشه پرونده در واقع حاصل جمع‌آوری نوشته‌هایی از منابع مختلف است که بروی یکدیگر بدون هیچ نظم خاصی انباشه شده‌اند. هدف از این نوع گردآوری این است که خواننده متن‌ها خود به شکل خاص خود اطلاعات را دسته بندی و تفسیر کند تا دیدگاه خود نسبت به واقعیت را برای خود شکل دهد. 